# 広沢タダシ
広沢 タダシ（ひろさわ タダシ、1977年9月8日 - ）は、大阪府八尾市出身のシンガーソングライターである。血液型はA型。身長178cm、体重50kg、体脂肪率7%という細身である。近畿大学附属高等学校卒業。

## 略歴
母がピアノの先生で、4歳からピアノを習い始める。クラシック・ギター奏者である父（広澤義明）の影響で17歳からギターを始める。20歳で初めてオリジナル曲を作りライブ活動を開始。
1999年、リリースされたCD「シロイケムリ」がFM802でインディーズとして異例の上位にチャートインし、注目され、その後東芝EMIと契約。翌2001年7月、シングル「手のなるほうへ」でメジャー・デビューを果たす。同曲はオリコン月間パワープレイランキングで1位を獲得。「喜びの歌」「理想郷」「FRIENDS UNPLUGGED」以上3枚のアルバムを東芝EMIよりリリース。
2005年、自身のレーベル「Atomic Monster Records」を設立。アルバム「869本目のアーチ」「アイヲシル」をリリース。
2008年、大阪、東京で行われた寺岡呼人主催の「Golden Circle」に出演する。同年、日本武道館で行われた絢香主催のイベント「POWER OF MUSIC」に出演し、絢香と共作した「歌が始まる」を披露する。
2010年、アルバム「雷鳴」をリリース。
2011年、デビュー10周年を記念したライブを東京、大阪で開催。そのライブはDVD化されている。8月にシングル「光」、9月にはアルバム「ジャメヴ」をリリース。また初のエッセイ本「大きな声でつぶやこう」も発表（現在四巻まで発刊）。内容はオフィシャルサイト内で連載されているエッセイを書籍化したものである。11月には大阪城ホールで行われたヒロ寺平の還暦ライブに出演。
2012年4月、グランキューブ大阪で行われた、佐藤竹善プロデュースの「Cross your fingers16」に出演。5月にはトリオ編成でのライブを行い、初のライブ・アルバムをリリース。ファッションブランドlessthanと共にイベント「lessthan love」を同年からプロデュースしている。
2012年9月、アルバム「月の指揮者」をリリース。
2015年1月、ユニバーサルミュージックより、ベスト・アルバム「ゴールデン☆ベスト 広沢タダシ」をリリース。
2016年7月、アルバム「真夜中の散歩」をリリース。
2017年10月、クマ原田をプロデューサーに据え、Matt Ingram,Dan Cox,Snowy Whiteらとロンドンで製作されたアルバム「SIREN」をリリース。
自身の活動以外に、NOKKO、SMAP、SINON、大和田慧、矢野真紀、上戸彩、織田裕二、新垣結衣、下川みくに等、プロデュース、楽曲提供も多数。

## ディスコグラフィ

### シングル
メジャー
- 手のなるほうへ（2001年7月11日）

1.手のなるほうへ
2.くちづけ
3.シロイケムリ
- スーパースター（2001年10月11日）

1.スーパースター よみうりテレビ制作・日本テレビ系全国ネット「ダウンタウンDX」EDテーマ
2.愛をさがす旅
3.2つの願い
- もしもうたえなくなっても（2002年1月23日）

1.もしもうたえなくなっても TBS系列「COUNT DOWN TV」EDテーマ
2.愛の時代
3.もしもうたえなくなっても（インストゥルメンタル）
- ブルー（2002年12月4日）

1.ブルーNHK-FM「ミュージックスクエア」2002年12月 - 2003年1月度EDテーマ
2.レモンとオレンジ 2003年ナガシマスパーランドCMソング
3.ブルー（インストゥルメンタル）
4.レモンとオレンジ（インストゥルメンタル）
- 星空の向こう側（2003年1月16日）

1.星空の向こう側
2.悲しみのぬけがら
3.ブルー
- 奇跡（2003年8月27日）

1.奇跡
2.秋風
3.奇跡（インストゥルメンタル）
4.秋風（インストゥルメンタル）
- 右手に夕焼け 左手に朝焼け（2006年5月10日）

1.右手に夕焼け 左手に朝焼け TBS系列「日立 世界・ふしぎ発見!」EDテーマ
2.四月の風
3.紙飛行機
- 夢色バス（2006年11月8日）

1.夢色バス 結婚情報サービス「サンマリエ」TVCMソング
2.言葉全てにメロディがあったら
3.さよならの仕方が分からない
- 虹のつづき（2007年1月24日）

1.虹のつづき テレビ朝日土曜ミッドナイトドラマ「パズル」主題歌
2.桜の絨毯に乗って JR東日本 2007年ちばデスティネーション・キャンペーンTVCMタイアップソング
3.夕焼け
- 夢の中で君が泣いてた（2007年4月18日）

1.夢の中で君が泣いてた NTTドコモ四国CMソング
2.風のように
3.眠れない夜の夢
- サフランの花火（2007年12月21日）※会場限定リリース

1.サフランの花火
2.パウダースノウ
3.さよならの瞬間に
- Baby, it's time（2008年12月3日）

1.Baby, it's time（広沢タダシ×押尾コータロー）
2.Slow（広沢タダシ×押尾コータロー）
3.嘘（広沢タダシ）
- 光（2011年8月31日）

1.光
2.君に会いたくない
3.マスターキー
インディーズ
- シロイケムリ（1999年11月25日）※名義は「広澤匡志」

1.シロイケムリ
2.カウボーイスタイル
3.もしもうたえなくなっても
- 流れ星が消えるまでに（2005年8月10日）

1.流れ星が消えるまでに
2.キスの速さで
3.ハミングデイ
- あたたかい季節（2010年1月）※会場限定リリース

1.あたたかい季節
2.大切な日はいつも雨

### アルバム
- 喜びの歌（2002年2月20日）

1.ルームサービス
2.手のなるほうへ
3.さんざんな午後
4.シロイケムリ
5.Party
6.朝
7.History
8.スーパースター
9.もしもうたえなくなっても
10.喜びの歌（日本テレビ系「松紳」EDテーマ）
11.今日の証
- 理想郷（2003年2月26日）

1.星空の向こう側（全薬工業「カタセ錠D3」TV-CF曲）
2.理想郷
3.ブルー
4.さよならのキスをしよう
5.らせん階段
6.悲しみのぬけがら
7.チキンレース
8.シャワー
9.レモンとオレンジ
10.アンソニー
11.嘘泣き
12.まあるい日々
- FRIENDS UNPLUGGED（2003年11月27日）

1.手のなるほうへ featuring リクオ、玉城亜弥&吉田直樹
2.悲しみのぬけがら featuring 押尾コータロー
3.サフランの花火 featuring ラブハンドルズ
4.星空の向こう側 featuring 小林建樹&矢野真紀
5.シロイケムリ featuring こじまいづみ（花*花）&諫山実生
6.秋風 featuring 我那覇美奈
7.もしもうたえなくなっても featuring こじまいづみ（花*花）
8.ブルー
9.喜びの歌 featuring リクオ、玉城亜弥&中村蕗子(CORE OF SOUL)
10.奇跡 featuring 小林建樹
11.さよならのキスをしよう featuring ラブハンドルズ
- 869本目のアーチ（2006年6月7日）

1.869本目のアーチ
2.右手に夕焼け 左手に朝焼け
3.明日なんて分からない
4.いつもはなんとなく
5.はじめてのラブソング
6.Smile again
7.始まりは夢の中
8.君はハートに穴を空けている
9.タイムマシーン
10.東京
11.むかしの話
- アイヲシル（2007年6月20日）

1.アイヲシル
2.パーフェクト
3.夢の中で君が泣いてた
4.遠い記憶
5.夢色バス
6.ハダカ
7.さよならなんて
8.悲しくないのに
9.虹のつづき
10.とびらをたたけ
11.桜の絨毯に乗って
12.それを愛という
- 雷鳴（2010年10月6日）

1.心の宇宙
2.雷鳴
3.LAST TRAIN
4.フィッシュマン
5.スイマー
6.ブルースの神様
7.ヘアーカッター
8.ファミリーレストラン
9.メガネ
10.ブラブラブ
11.大切な日はいつも雨
12.フレンド
- ジャメヴ（2011年9月28日）

1.Reading
2.ジャメヴ
3.マボロシ
4.ダウンジャケット
5.I love you, you like me
6.君に会いたくない
7.失墜
8.悲しみを食べる怪物
9.光
10.ドリーマー
11.Keep on
12.流れ星
13.あたたかい季節
14.太陽と孤独
- ライブ盤　Hirosawa Tadashi Trio Live -echo Chamber（2012年11月7日）

1.手のなるほうへ
2.雷鳴
3.星の願いを
4.遠い記憶
5.最後の日
6.Smile again
7.Door
8.流れ星
9.悲しみのぬけがら
10.echo chamber
11.I love you, you like me
- birth  Hirosawa Tadashi Trio （2013年6月5日）

1.birth
2.二重人格
3.bad dream
4.rebirth
5.break down
6.あの丘へ登ろう
- 月の指揮者（2014年10月22日）

1.夜明け
2.旅に出ようぜ
3.Ride on music
4.HOTEL TOKYO
5.月に関する自動書記
6.ふわふわ
7.地球の裏側
8.オトナになりたい
9.月の指揮者
10.サフランの花火
11.生きてる心地
- 真夜中の散歩（2016年7月9日）

1.ありふれた日々
2.真夜中の散歩
3.グッバイサンセット
4.nothing
5.話のつづき
6.size
7.春の使い
- SIREN（2017年10月4日）

1.ふるさと
2.Siren
3.Blue Car
4.Looking Down on the City from the Rooftop
5.ひとりぼっちのナイト
6.3.11
7.Just like your Place
8.Twitter in the Fog
9.We are Alone
10.Reason
11.光の糸

### 着うたフル配信
- 君のいない街（2009年3月25日）

### その他
- あの娘に好きと言われたい（「夜のピクニック」Inspired song）
- 大好きなこと 大切なこと（広沢タダシ with 矢野真紀） 「a day/GREEN ~hearten~収録」

## 提供楽曲
- 新垣結衣

「あいたい」（シングル「赤い糸」収録）：作曲
- 上戸彩

「涙をふいて」（シングル「涙をふいて」収録）：作詞
「冬の花火」（アルバム「Re.」収録）：作詞・作曲
- 大竹佑季

「虹のつづき」（アルバム「眠る孔雀」収録）：作詞・作曲
- 織田裕二

「天国の道」（アルバム「ありがとう」収録）：作詞・作曲
- 我那覇美奈

「グミの木」（アルバム「風、光る」収録）：作曲
- Something ELse

「くちぶえ」（アルバム「COLOR」収録）：作曲
- SMAP

「よわいとこ」（アルバム「Mr.S」収録）：作詞・作曲
- 下川みくに

「TRUE LOVE」（シングル「悲しみに負けないで/KOHAKU」収録）：作詞・作曲
「Lovesong on the radio」（アルバム「キミノウタ」収録）：作詞・作曲
- タイナカ彩智

「CLOSE」（アルバム「innocent」収録）：作詞・作曲・編曲
「ペンギン」（アルバム「innocent」収録）：作詞（タイナカ彩智との共作）・作曲・編曲
「And U」（アルバム「innocent」収録）：作詞（タイナカ彩智との共作）・作曲・編曲
「好きだよ」（アルバム「innocent」収録）：作曲（タイナカ彩智との共作）・編曲
「ワンダーランド」（アルバム「innocent」収録）：作曲・編曲
「tell me love」（アルバム「innocent」収録）：編曲
「wait for me」（アルバム「innocent」収録）：編曲
「shadow」（アルバム「innocent」収録）：作曲（タイナカ彩智との共作）・編曲
「innocent」（アルバム「innocent」収録）：編曲
「花火」（シングル「花火／LIFE」収録）：作詞（タイナカ彩智との共作）・作曲・編曲
「LIFE」（シングル「花火／LIFE」収録）：編曲
- 竹内めぐみ

「壊れモノ」（シングル「イカロス」収録）：作曲
- 矢野真紀

「魔法」（同名シングル「魔法」、アルバム「たからもの」収録）：作曲
「キラキラ映して」（同名シングル「キラキラ映して」、アルバム「いい風」収録）：作詞（矢野真紀との共作）・作曲
「日々のすきま」（アルバム「いい風」収録）：作曲（矢野真紀との共作）
- 大久保伸隆

「Feeling」（アルバム「FlightNightParty」収録）：作曲
「ライムライト」（アルバム「FlightNightParty」収録）：作曲
「サイン」（アルバム「FlightNightParty」収録）：作曲
「秋風」（アルバム「FlightNightParty」収録）：作曲
「夏ヶ丘」（アルバム「FlightNightParty」収録）：作曲
「シール」（アルバム「FlightNightParty」収録）：作曲
「グライダー」（アルバム「FlightNightParty」収録）：作曲
「ワンシーン」（アルバム「FlightNightParty」収録）：作曲
「passage」（アルバム「FlightNightParty2」収録）：作曲
「スピード」（アルバム「FlightNightParty2」収録）：作曲
- NOKKO

「星の見えない夜」（アルバム「The NOKKO Story」収録）作詞・作曲

## 参加楽曲
- 斎藤誠
  - 「バースデー」（アルバム「POP ROCK SHOP」収録）：コーラス
- 下川みくに
  - 「Lovesong on the radio」（アルバム「9-Que!!- 下川みくにセルフカバーアルバム」収録）：コーラス
- 諫山実生
  - 「竹田の子守唄」（アルバム「ハナコトバ」収録）：編曲、演奏

## 書籍
- ギター弾き語り 広沢タダシ songbook（シンコーミュージック・エンタテイメント）
- エッセイ集
  - 「大きな声でつぶやこう!」
  - 「大きな声でつぶやこう! 2」
  - 「大きな声でつぶやこう! 3」
  - 「大きな声でつぶやこう! 4」
  - 「大きな声でつぶやこう! 5」
- 絵本「きぐるみのモッコくん」（文/広沢タダシ　絵/少路和伸）

## 交友関係
- 絢香
- 花*花
- 矢野まき
- タイナカ彩智
- 森恵
- ヒロ寺平
- 寺岡呼人
- 中島卓偉
- 和田唱
- GAKU MC
- 佐藤竹善
- 風味堂
- リクオ
- 押尾コータロー
- 馬場俊英
- ワライナキ
- 岡野宏典
- 東京60WATTS
- ラブハンドルズ
- NOKKO